# Вечность (фильм, 2016)
«Вечность» (фр. Éternité) — французско-бельгийская романтическая драма 2016 года, поставлена режиссёром Чан Ань Хунгом по его собственному сценарию, написанному на основе романа «Элегантность вдов» французской романистки Алисы Ферней. Во Франции фильм вышел 7 сентября 2016 года. В России фильм вышел 24 ноября 2016 года.

## Сюжет
Фильм повествует о судьбе трех поколений французских женщин, которые в течение 100 лет пытаются сохранить и приумножить любовь. Их жизни меняются: появляются новые люди, отношения, тускнеет красота. И только настоящее чувство остается вечным.

## В ролях
| Актёр           | Роль          |
| --------------- | ------------- |
| Одри Тоту       | Валентина     |
| Беренис Бежо    | Габриэль      |
| Мелани Лоран    | Матильда      |
| Жереми Ренье    | Анри          |
| Пьер Деладоншам | Шарль         |
| Ирен Жакоб      | мать Габриэль |